# Vera (seizoen 4)
Dit artikel vat het vierde seizoen van Vera samen. Dit seizoen liep van 27 april 2014 tot en met 18 mei 2014 en bevatte vier afleveringen. 

## Rolverdeling

### Hoofdrollen
- Brenda Blethyn - DCI Vera Stanhope
- Jon Morrison - DC Kenny Lockhart
- David Leon - DS Joe Ashworth
- Sonya Cassidy - Celine Ashworth
- Riley Jones -  DC Mark Edwards
- Tom Hutch - DC John Warren
- Clare Calbraith - DC Rebecca 'Shep' Shepherd
- Kingsley Ben-Adir - dr. Marcus Summer

## Afleveringen
| Nr. | Aflevering | Titel                 | Schrijver           | Regisseur      | Selectie gastrollen | Uitzenddatum  |  |
| --- | ---------- | --------------------- | ------------------- | -------------- | --- | ------------- |  |
| 13 | 1          | On Harbour Street     | Thaddeus O'Sullivan | Paul Rutman    | Olivia Armstrong - Jessie Ashworth Eva Birthistle - Kate Darrow William Rush - Ryan Darrow Olivia Jack - Chloe Darrow Alistair Petrie - Stuart Bayliss Paul Copley - Malcolm Kenrich Tilly Vosburgh - Dee Sinton                  | 27 april 2014 |  |
| Joe neemt zijn dochter Jessie mee op een treinreis, bij het uitstappen ziet Jessie dat een passagier blijft zitten. Jessie wil haar waarschuwen en merkt tot haar ontsteltenis dat zij niet meer leeft en roept haar vader erbij, Joe ziet dan dat zij overleden is door een steekwond in haar rug. Joe roept Vera erbij en zij gaan op onderzoek uit naar de moord op de vrouw. Zij ontdekken al snel dat het slachtoffer een rustig leven leidde in een pension, maar haar leven blijkt al snel te bestaan uit een web van leugens en bedrog. Een oude vriend van de vader van Vera blijkt een belangrijke schakel te zijn in de oplossing van de moord, hij blijkt ook betrokken te zijn bij een moord die dertig jaar geleden werd gepleegd. Vera realiseert zich dat het antwoord van de laatste moord zich bevindt in de gebeurtenissen die zich aan het herhalen zijn. |            |                       |                     |                | |               |  |
| 14 | 2          | Protected             | Martha Hillier      | Daikin Marsh   | Teresa Banham - Lorna Underwood Christopher Villiers - Noel Underwood Michael Hodgson - Thomas Kenworthy Christine Kavanagh - Karen Kenworthy John Woodvine - Alan Kenworthy Rob Jarman - David Kenworthy Dave Hill - Larry Crowe | 4 mei 2014    |  |
| Wanneer een jongere onroerend-goed makelaar vermoord wordt gevonden op het strand van Whitley Bay gaan Vera en Joe op onderzoek uit. Het blijkt al snel dat het slachtoffer niet alleen een geheime relatie had met zijn verbannen zuster, maar ook een lokale eigenaar van een arcadehal confronteerde met zijn verleden. Zijn verleden betreft de dood van zijn zoon die gestorven is nadat hij viel van een dak na een ogenschijnlijke inbraak. Als de vader van het slachtoffer ook ineens sterft aan een hartstilstand vermoedt Vera dat hier ook verdachte omstandigheden spelen, na autopsie blijkt dit toch niet het geval te zijn. Het onderzoek wijst dan uit dat een oplichtingszaak in het familiebedrijf waarschijnlijk de sleutel bevat tot de oplossing van de moord op de zoon. Om de zaak op te lossen wordt Vera gedwongen om lang bewaarde en hartverscheurende familiegeheimen te openbaren, wat leidt naar een shockerende onthulling van de werkelijke moordenaar. Uiteindelijk blijkt de verbannen zus meer van de moord te weten dan dat zij eerder wilde toegeven. |            |                       |                     |                | |               |  |
| 15 | 3          | The Deer Hunters      | Steve Coombes       | Will Sinclair  | William Ash - Linus Campion Kellie Bright - Vanessa Barnes Clive Russell - Allen Barnes Charlotte Hope - Saskia Barnes Aiden Nord - Louis Barnes Richard Dillane - Will Peyton Lisa Kay - Clara Peyton Caolan Byrne - Eric Hurst  | 11 mei 2014   |  |
| Wanneer een man doodgeschoten naast zijn auto in een groeve wordt gevonden gaan Vera en Joe op onderzoek uit. Het slachtoffer was in Northumberland om het huis te verkopen van zijn overleden vader, maar trok de verkoop op het laatste moment terug. De koper die de verkoop niet zag doorgaan is een rijke landeigenaar, en organisator van hertenjachten, die vlak bij de moordplek woont. Dan wordt vlak bij de moordplek een uitgebrande auto gevonden met daarin verkoolde resten van een doodgeschoten hert. Vera en Joe vermoeden dan dat de moord een connectie heeft met stroperij, en richten hun onderzoek op de familie van de landeigenaar die een verleden heeft met vele geheimen. |            |                       |                     |                | |               |  |
| 16 | 4          | Death of a Family Man | Martha Hillier      | David Richards | Robert Glenister - Owen Preece Billy Howle - Billy Shearwood Maibritt Saerens - Stella Shearwood Colin Tierney - Luke Shearwood Olivia Armstrong - Jessie Ashworth Tim Dantay - Mark Donovan                                      | 18 mei 2014   |  |
| Wanneer het lichaam wordt gevonden van een man in een rivier wordt er in het begin van uitgegaan dat hij zelfmoord heeft gepleegd, autopsie wijst al snel uit dat het moord betreft. Het slachtoffer blijkt een informant te zijn van de belastingdienst, en was betrokken bij een onderzoek in zijn eigen bedrijf naar dranksmokkel. Dit zorgt ervoor dat Vera en Joe de dader van de moord bij zijn zakenpartners en familie zoeken. Zij ontdekken dan dat het slachtoffer een dubbelleven eropna hield, en dat een dodelijk ongeluk in het verleden een rol speelt met de moord. |            |                       |                     |                | |               |  |